# قيمة س
القيمة س (بالإنجليزية: C-value)‏ هي كمية الدنا بالبيكوغرام الموجودة داخل نواة وحيد الصيغة الصبغية (جاميت) أو نصف الكمية في خلية جسدية ثنائية الصيغة الصبغية لكائن حقيقي النوى. في بعض الأحيان (خاصة بين الكائنات ثنائية الصيغة الصبغية)، يُستخدم مصطلح القيمة س وحجم الجينوم بشكل مترادف، لكن في عديدات الصيغة الصبغية قد تعبر القيمة س عن جينومين أو أكثر في نفس النواة. اقترح غريلهبير وآخرون  اصطلاحات جديدة واختصارات لها، لكن هذه المصطلحات إضافات معقدة لحد ما ولم تُستخدم بعد من قبل الكُتّاب.

## أصل الاسم
يفترض العديد من الكتاب خطأً أن حرف 'C' يشير إلى الكلمات الأجنبية «خاصية» أو «محتوى» أو «تكملة». حتى بين الكتاب الذين حاولوا اقتفاء أصل الكلمة، وحصل بعض الالتباس لأن هيوسن سويفت لم يقم بتعريف المصطلح بشكل صريح حين صاغه سنة 1950. في بحثه الأصلي ظهر أن سويفت يستخدم المعنى «القيمة س1»، «القيمة س2»..إلخ، في إشارة إلى أقسام محتوى الدنا (مثال جريجوري 2001، 2002) إلا أن سويفت شرح في رسالة خاصة للبروفيسور مايكل بينت سنة 1975 قائلا:«أخشى أن الحرف C لم يُعبِّر سوى عن الكلمة» ثابت«، كمثال، كمية الدنا كانت خاصية بنمط جيني محدد» (مقتبس في كتاب بينت وليتش 2005 )، هذا إشارة إلى تقرير سنة 1948 بواسطة فندريلي الذي ذكر فيه «الثبات اللافت للنظر في محتوى الدنا النووي لجميع الخلايا في كل الكائنات داخل جنس معين» (مترجم من الفرنسية). دراسة سويفت لهذا الموضوع تعلقت خصوصا بتغيرات مجموعات الكروموسومات في مختلف أنواع الخلية في الكائنات، لكن اصطلاحه تطور إلى «القيمة س» في إشارة إلى محتوى الدنا أحادي الصيغة الصبغية لأفراد الأجناس، وحافظ على هذا الاستخدام إلى يومنا هذا.